# Дентин

Строение зуба человека

Дентин (dentinum, LNH; лат. dens, dentis — зуб) — минерализированная твердая ткань зуба, составляющая его основную часть. Коронковая часть покрыта эмалью, корневая часть дентина закрыта цементом. Состоит в основном из гидроксиапатита (70 % по весу), органического материала (20 %) и воды (10 %), пронизанного дентинными канальцами и коллагеновыми волокнами.
 Служит основой зуба и поддерживает зубную эмаль.
Толщина слоя дентина колеблется от 2 до 6 мм. Твёрдость дентина достигает 58,9 кгс/мм².
Различают околопульпарный (внутренний) и плащевой (наружный) дентин. В околопульпарном дентине коллагеновые волокна располагаются преимущественно тангенциально и носят название волокон Эбнера. В плащевом дентине коллагеновые волокна располагаются радиально и носят название волокна Корфа.
Дентин подразделяют на первичный, вторичный (заместительный) и третичный (иррегулярный). Первичный дентин образуется в процессе развития зуба, до его прорезывания (первая ткань, которая образуется в процессе гистогенеза). Вторичный (заместительный) дентин формируется на протяжении всей жизни человека. От первичного отличается более медленными темпами развития, менее системным расположением дентинных трубочек, большим количеством эритроглобулярных пространств, большим количеством органических веществ, более высокой проницаемостью и меньшей минерализацией. Третичный дентин (иррегулярный) формируется при травмах зуба, препарировании зуба, при кариозных и других патологических процессах, как ответная реакция на внешнее раздражение.